# Северокорейско-французские отношения
Французско-северокорейские отношения — двусторонние дипломатические отношения между Францией и КНДР не устанавливались.

## История
Отношения между Францией и Северной Кореей в смысле отношений между суверенными государствами официально отсутствуют. Эстония и Франция — единственные два члена Европейского союза, которые не установили официальных дипломатических отношений с этим государством.
Официальная позиция Франции заключается в том, что она рассмотрит возможность установления дипломатических отношений с КНДР, если и когда последняя откажется от своей программы создания ядерного оружия и улучшит свои показатели в области прав человека.
Франсуа Миттеран президент, посетивший Северную Корею в 1981 году, пообещал Северной Корее признание до своего избрания.
В конце 2009 года президент Франции Николя Саркози назначил политика социалиста Джека Ланга своим специальным посланником в Северной Корее после аналогичного назначения в Кубу в начале года. 9 ноября Ланг отправился в Пхеньян с так называемой «миссией по сбору информации», целью которой было, помимо прочего, изучение двусторонних связей и обсуждение ядерной программы Северной Кореи. Лэнг проинформировал американских чиновников, в том числе заместителя госсекретаря Джеймса Стейнберга и специального посланника Сун Кима, а также послов заинтересованных стран, таких как Россия, ещё до того, как о назначении было объявлено публично. Некоторые критики усомнились в квалификации Лэнга, но Лэнг сказал, что будет руководствоваться своей «интуицией», которая подсказывает ему, что в Северной Корее происходят перемены.
18 декабря 2009 года Северная Корея согласилась с предложением правительства Франции создать Французское бюро по сотрудничеству и культурным связям в качестве первого шага к нормализации отношений между двумя странами. В октябре 2011 года правительство Франции открыло Французское бюро по сотрудничеству и культурным связям в Пхеньяне С тех пор бюро возглавляют французские дипломаты, «учитывая выявленные потребности в культурной и гуманитарной сферах» Офис занимается культурными и гуманитарными вопросами. Французское правительство в то время ясно дало понять, что открытие офиса ни в коем случае не подразумевает установление Францией официальных дипломатических отношений с Северной Кореей; такой шаг будет зависеть от «улучшения ситуации с ядерной программой, межкорейских отношений, а также гуманитарной ситуации и прав человека».

## Экономические и культурные отношения
Экономические отношения также ограничены. В 2005 году французский импорт из Северной Кореи составил 24 млн евро, а французский экспорт в Северную Корею — 6 млн евро.
В 2005 году во Франции официально проживало 54 северокорейца. Единственными французами, проживающими в Северной Корее, являются гуманитарные работники. Франция оказывает гуманитарную помощь КНДР и позволяет небольшому числу северокорейских студентов ежегодно учиться во Франции. В первую очередь он обеспечивает административную подготовку и обучение в области архитектуры.
Кинематограф, хотя и минимальный, является одной из немногих областей, где Франция и Северная Корея сотрудничают. Северокорейский киносериал «Нация и судьба» — один из немногих фильмов страны, сцены в которых сняты во Франции. В 2007 году во Франции вышел северокорейский фильм «Дневник школьницы».